# 皖江工学院
皖江工学院是由一所位于中华人民共和国安徽省马鞍山市的全日制本科民办普通高等学校。学校的前身是河海大学和江苏大业投资有限公司合作举办的河海大学文天学院。根据艾瑞深中国校友会网发布的“2016中国独立学院排行榜300强”报告显示，该校位居全国独立学院第64位，安徽省第1位。

## 院系专业
该校现设有水利工程学院、土木工程系、电气信息工程学院、机械工程学院、经济管理学院、艺术设计学院（筹）、国际教育学院、基础教学部、思政部六系一院二部。开设29个本科专业，其中省级卓越工程师人才培养计划2项，省级特色专业1个，省级振兴计划项目4项。

## 师资力量
该校现有教职工863名，其中专任教师655名，副高级以上职称占37.6%，拥有硕士、博士学位的占76.2%。省级教学名师2个，省教坛新秀2个，省级教学团队2个。